# Juan Antonio Anquela
Juan Antonio Albacete Anquela (Linares, 11 settembre 1957) è un allenatore di calcio ed ex calciatore spagnolo, di ruolo attaccante.

## Palmarès

### Allenatore

#### Competizioni nazionali
- Segunda División B: 1

Alcorcón: 2009-2010 (Gruppo 2)